# Utetheisa rubrogrisea
Utetheisa rubrogrisea là một loài bướm đêm thuộc phân họ Arctiinae, họ Erebidae.